# Minamifurano
Minamifurano (南富良野町, Minamifurano-chō) est un bourg du district de Sorachi, situé dans la sous-préfecture de Kamikawa, sur l'île de Hokkaidō, au Japon.

## Géographie

### Démographie
Au 31 mars 2015, la population de Minamifurano s'élevait à 2 631 habitants répartis sur une superficie de 665,54 km2.